# Route nationale 496
Die N496 war von 1933 bis 1973 eine französische Nationalstraße, die zwischen Saint-Sauves-d'Auvergne und der N485 nordöstlich von L’Arbresle verlief. Ihre Länge betrug 229,5 Kilometer. Der Abschnitt in Departement Rhône trug vor 1933 die Departementstrassenummer Gc 3bis; im Departement Loire östlich von Montbrison Gc 1bis sowie südlich von dort bis zum heutigen Abzweig der D5 Gc 5 und ab dieser Kreuzung bis zum Pass Gc 5bis. 1978 wurde der Abschnitt zwischen Montrond-les-Bains und L'Arbresle Teil der N89. 2006 wurde dieser dann abgestuft.